# 菲律賓的俄羅斯人
菲律賓的俄羅斯人，多數是中國的白俄，也有俄羅斯族。他們是因逃避中共統治而來到菲律賓，人數約500-1000人，多信仰東正教。

## 移民歷史
在1949年1月，中國俄羅斯族在中共勝利在握情況下決定移民菲律賓，人數約5500人，多數居住在圖巴包島。
當時他們多數屬暫住性質，待機再移民美國，法國和澳洲。
現在大約40個家庭住在馬尼拉大都會地區。